# إيزي يونغ
إيزي يونغ (بالإنجليزية: Izzy Young)‏‏ (26 مارس 1928 في نيويورك - 4 فبراير 2019 في ستوكهولم) صحفي الموسيقى من السويد.

## روابط خارجية
- إيزي يونغ على موقع IMDb (الإنجليزية)